# Calceolaria albotomentosa
Calceolaria albotomentosa är en toffelblomsväxtart som beskrevs av Francis Whittier Pennell. Calceolaria albotomentosa ingår i släktet toffelblommor, och familjen toffelblomsväxter. Inga underarter finns listade i Catalogue of Life.